# كيم سن-مين
كيم سن-مين (الكورية: 김선민) هو لاعب كرة قدم كوري جنوبي في مركز الوسط، ولد في 12 ديسمبر 1991 في سوون في كوريا الجنوبية. لعب مع أولسان هيونداي.

## وصلات خارجية
- كيم سن-مين على موقع رابطة كرة القدم اليابانية للمحترفين (اليابانية)
- كيم سن-مين على موقع دوري كوريا الجنوبية (الإنجليزية)
- كيم سن-مين على موقع قاعدة بيانات كرة القدم.إي يو (الإنجليزية)